# 好中球エラスターゼ
好中球エラスターゼ（こうちゅうきゅうエラスターゼ、英: neutrophil elastase、EC 3.4.21.37）または顆粒球エラスターゼ（かりゅうきゅうエラスターゼ、英: granulocyte elastase）は、キモトリプシンと同じファミリーに属するセリンプロテアーゼであり、幅広い基質特異性を有する。好中球エラスターゼは218アミノ酸からなり、2つのアスパラギン結合型糖鎖を持ち、好中球の細胞質のアズール顆粒に存在する。炎症時には好中球から分泌され、細菌や宿主組織を破壊する。DNAへの高い親和性によって好中球細胞外トラップ（NET）にも局在するが、こうした特性はセリンプロテアーゼの中では独特である。
他のセリンプロテアーゼと同様、ヒスチジン、アスパラギン酸、セリンの触媒三残基によって構成される電荷リレー系を持つ。これらの残基はポリペプチドの一次構造上は散らばって位置しているが、フォールディングした三次構造上では集まって位置している。好中球エラスターゼは、グランザイムやカテプシンGなど、他の細胞傷害性免疫関連セリンプロテアーゼと密接に関係しており、消化を担う膵エラスターゼCELA1とはより離れた関係にある。

## 機能
エラスターゼはセリンプロテアーゼのサブファミリーの1つであり、エラスチンに加えて多くのタンパク質を加水分解する。好中球エラスターゼは、好中球に存在するアズール顆粒と呼ばれる特殊なリソソーム内のタンパク質を加水分解し、さらに活性化された好中球から放出された後は細胞外マトリックスのタンパク質も分解する。好中球エラスターゼは細胞外マトリックスのIV型コラーゲンやエラスチンを分解することで、変性疾患や炎症性疾患に関与している可能性がある。このタンパク質は大腸菌の外膜タンパク質OmpAや、赤痢菌、サルモネラ、エルシニアなどの細菌の病原性因子を分解する。好中球エラスターゼをコードするELANE遺伝子の変異は周期性好中球減少症（CyN）や重症先天性好中球減少症（SCN）と関係している。この遺伝子には少なくとも95種類の疾患原因変異が発見されている。この遺伝子は、セリンプロテアーゼファミリーのメンバーであるアズロシジン1やプロテイナーゼ3の遺伝子（AZU1、PRTN3）とともに、19番染色体の短腕末端（19pter）に遺伝子クラスターとして存在している。これら3つの遺伝子は協調的に発現し、タンパク質産物は好中球の分化時に共にアズール顆粒へと詰め込まれる。

## 臨床的意義
好中球エラスターゼは重要なプロテアーゼの1つであり、異常に発現した場合には肺気腫または気腫性変化が引き起こされる場合がある。この変化は肺構造の破壊と気腔の増加を伴う。ELANE遺伝子の変異は好中球の成熟の欠陥を引き起こし、CyNやSCNの原因となる。一方で、ELANE遺伝子全体の欠失は好中球減少症の原因とはならないことが確認されている。

## 阻害因子
好中球エラスターゼによる組織損傷を抑えるために、いくつかの阻害因子が存在している。こうしたグループの1つはセルピンと呼ばれるもので、好中球エラスターゼはこのファミリーに属するα2-アンチプラスミンと相互作用することが示されている。

## 関連文献
- “Clinical implications of mutations of neutrophil elastase in congenital and cyclic neutropenia”. J. Pediatr. Hematol. Oncol. 23 (4):  208–10. (2001). doi:10.1097/00043426-200105000-00005. PMID 11846296.
- “Role of neutrophil elastase in bone marrow failure syndromes: molecular genetic revival of the chalone hypothesis”. Curr. Opin. Hematol. 10 (1):  49–54. (2003). doi:10.1097/00062752-200301000-00008. PMID 12483111.
- “Neutrophil elastase mutations in congenital neutropenia”. Hematology 8 (3):  165–71. (2003). doi:10.1080/1024533031000107497. PMID 12745650.
- “Hereditary neutropenia: dogs explain human neutrophil elastase mutations”. Trends Mol Med 10 (4):  163–70. (2004). doi:10.1016/j.molmed.2004.02.002. PMID 15059607.